# Morisia monanthos
Morisia es un género monotípico de plantas fanerógamas perteneciente a la familia Brassicaceae. Su única especie: Morisia monanthos es originaria de  Italia y Francia.

## Descripción
Es una planta hemicriptofita que se encuentra en Córcega y Cerdeña. La inflorescencia en forma de racimo simple con flores de color amarillo que florece en diciembre-julio, dando un fruto en forma de silicua.

## Taxonomía
Morisia monanthos fue descrita por (Viv.) Asch. y publicado en Florae Sardoae Compendium 173. 1885.
Sinonimia
- Erucaria hypogaea Viv.
- Monanthemum acaule Scheele
- Morisia hypogaea (Viv.) J.Gay ex Colla
- Rapistrum hypogaeum (Viv.) Duby
- Sisymbrium monanthos Viv. basónimo[4]